# Mesembryanthemum amplectens
Mesembryanthemum amplectens är en isörtsväxtart som beskrevs av L. Bol. Mesembryanthemum amplectens ingår i Isörtssläktet som ingår i familjen isörtsväxter. Inga underarter finns listade i Catalogue of Life.